# کلایه رودبار زیتون
کلایه رودبار روستایی است با قدمت تاریخی چند هزار ساله از توابع شهرستان رودبار زیتون که تقریباً نیمه کوهستانی بوده، و آب و هوای آن معتدل کوهستانی می‌باشد. و دارای مردمانی کرد کرمانجی می‌باشد. این روستا در زلزله ۳۱خرداد ۱۳۶۹ آسیب فراوانی دید.

## وجه تسمیه
1. کلایه به معنای پهناور[نیازمند منبع] یا نام قومی است که در گذشته می زیسته‌اند.[نیازمند منبع]
2. واژه کِلا (kelā) دگرگون گشته واژه کَلاک (kalāk) و کَلات (kalāt) در مفهوم قلعه است، که در زبان مازندرانی به‌صورت کَلا (kalā) و کُلا (kolā)، و در زبان گیلکی و زبان تاتی کَلایه (kalaye) تلفظ می‌شود و در مفهوم دژ و آبادی مجهز به جایگاه دفاعی می‌باشد. این واژه در نام بیشتر روستاهای مازندران از رامسر تا گرگان، روستاهایی در شرق گیلان و در قسمت های شمالی قزوین شامل الموت دیده می‌شود.[۲] بر خلاف زبان فارسی، در زبان های خانواده ایرانی شمال غربی به مانند گیلکی و مازندرانی صفت بعد از اسم می‌اید، در نتیجه واژه کلایه+رودبار زیتون معادل 'قلعه رودبار زیتون' در فارسی می‌باشد.

## مردم
مردم کلایه از اقوام کرمانج می‌باشند و به زبان کردی کرمانجی تکلم می‌کنند.

### اقتصاد
شغل اغلب مردمان آن دامپروری و کشاورزی است. کشاورزی در این روستا اغلب به صورت دیم می‌باشد و بیشتر می‌توان محصولات دیمی چون گندم، جو،کلزا، آفتابگردان را نام برد. و از محصولات باغی بیشتر می‌توان انار، گردو، انجیر، زیتون را نام برد.

## تقسیمات جغرافیایی
روستای کلایه از نظر جغرافیای سیاسی جزو دهستان رحمت آباد می‌باشد.فاصله روستا تا مرکز شهرستان یعنی شهر رودبار حدود ۱۵ کیلومتر و با شهر رشت که مر کز استان می‌باشد در حدود ۶۰ کیلومتر می‌باشد.
روستاهایی که به روستای کلایه نزدیکند عبارتند از:روستای کیاباد با فاصله 5‚1 کیلومتر،کیابادتخت با فاصله 5‚1 کیلومتر،روستای خاصکول با فاصله ۳ کیلومتر،و روستای نصفی.<<,
و<<,,,

## جاهای دیدنی
یکی از مکان‌های باستانی و معروف که در فاصله بک کیلومتری این روستا قرار دارد،تپه مارلیک می‌باشد.روستای کلایه از قسمت بالای آن مشرف به جنگل انبوه می‌باشد در وسط جنگل رودخانه‌ای به نام کهن رود که در اصطلاح عامیانه و محلی به آن "کوری" می گوبند و از بهم پیوستن ده‌ها چشمه تشکیل شده، در جریان است.این رودخانه پس از پیمون مسیر چند کیلومتری از میان جنگل و کوهستان وسنگ،به رود معرف سفیدرود می ریزد.
روستای کلایه دارای یک استخر طبیعیِ و بسیار بزرگ است،که در بالای روستا و نزدیک جنگل قرار گرفته‌است،این استخر محل زیست ماهیهای گوناگون بوده،و در فصل بهار و تابستان محل شنا و تفریح برای بچه‌ها و جوانان روستا می‌باشد.آب استخر از ذوب شدن برف و یخ،ذر فصل بهار تأمین می‌شود.
از این روستا قله درفک چشم‌انداز زیبایی را ایجاد کرده‌است.
این روستا دارای ییلاقی زیبا به نام انبارجه کوه یا می‌باشد.افراد گله دار در اواخر بهار و باسیدن فصل گرما به آن مهاجرت می‌کنند واواخر تابستان به روستا باز می گردند.البته به جز گله داران این ییلاق مورد توجه شکارچیان،جمع کنندگان گیاهان دارویی،طبیعت دوستان،و...می باشد.

## حوادث طبیعی
بحرانی‌ترین شرایطی که روستا تاکنون با آن مواجه شده‌است،وقوع زلزله ۷٫۳ ریشتری در سی دقیقه بامداد ۳۱ خرداد ۱۳۶۹ بود.که در آن خسارات جانی ومالی فراوانی بر جای ماند.طبق سرشماری مرکز آمار ایران جمعیت روستادر آن سال در حدود ۳۰۰ نفر بود که ۱۰۰ نفر در این حادثه جان باختند.زلزله،یک پیامد مثبت هم داشت و آن اصلاح ساخت و سازها به روش اصولی و مهندسی بود.

## گیاهان معطر و دارویی وحشی
از گیاهان دارویی و خودرو که به صورت وحشی در دشت‌ها و ارتفاعات می رویند می‌توان به نمونه های: گل گاو زبان، گل بنفشه، گیاه بابونه، بومادران، زیره کوهی، گلپر و...اشاره کرد.

## حیات وحش
حیات وحش این روستا بیشتر در نواحی کوهستانی با پوشش جنگلی انبوه متمرکز شده‌است،که در آن می‌توان از حیواناتی چون پلنگ، خرس، گرگ، شغال، کفتار، جوجه تیغی نام برد. از پرندگان این حیات وحش می‌توان به قرفاول، کبک، عقاب، هدهد، دارکوب، مرغ شباهنگ، گنجشک، و ...را نام برد. این منطقه دارای مارهای سمی و غیر سمی بسیاری است، که همه ساله نمونه‌هایی از مارگزیدگی را در بین کشاورزان منطقه شاهد هستیم. از مارهای سمی و معروف می‌توان بیشتر به مار افعی و جعفری اشاره کرد،واز مارهای غیر سمی می‌توان به مار آبی اشاره کرد.